# Německá geopolitická škola
Německá geopolitická škola je jednou z klasických geopolitických škol. Myšlenkově vznikala v druhé polovině 19. století a etablovala se po první světové válce. Dominantním cílem německé geopolitické doktríny je sjednotit lid, národ, čas, prostor, geografii, historii, válku a mír do nové vědecké celistvosti. Předmětem zájmu je stát jakožto živoucí organismus nadaný vlastní vůlí, soutěžící s ostatními státy o prostor a přežití. V období mezi světovými válkami byla německá geopolitická doktrína využita nacistickou stranou jako teoretický základ jejich vlastní agendy.

## Teoretická východiska
Záhy po zformulování teorie přirozeného výběru britským biologem Charlesem Darwinem se filosof Herbert Spencer pokusil o její přenesení do oblasti společenských věd (sociální darwinismus), zprvu pouze jako nový teoretický přístup ke zkoumání společenských jevů. Další autoři (Darwinův bratranec Francis Galton, v německém prostředí „německý Darwin“ Ernst Haeckel) ovšem tímto způsobem docházeli k myšlenkám organizovaného zlepšování lidské populace vyřazováním slabších jedinců (eugenika). Tyto myšlenky pak využili teoretici rasismu a rasové hygieny (Arthur de Gobineau, Houston Stewart Chamberlain) při rozvíjení teorií o nadřazenosti árijské rasy.
Do prostředí geografie přenesl biologismus Carl Ritter, jenž geografii chápal jako druh fyziologie. Své stěžejní geografické dílo o 21 svazcích nazval Věda o Zemi ve vztahu k přírodě a dějinám lidstva a tvrdil, že „struktura každé země je vedoucím elementem v historickém vývoji národa.“ Jeho myšlenky tak vedou ke geografickému determinismu, tedy přesvědčení, že ekonomický a sociální vývoj států odpovídá geografickým vlastnostem jeho území.
Toto chápání států jako živoucích organismů tedy umožňuje i na ně aplikovat princip přirozeného výběru. Silnější („životaschopné“) státy pak mohou v tomto pojetí „vyřazovat“ státy slabší („neživotaschopné“) a všechny státy spolu, tak jako jiné organismy, soupeří o „životní prostor“. Těmito stěžejními rysy se tak německá geopolitická škola odlišuje od geopolitiky anglosaské (Alfred T. Mahan, Halford J. Mackinder).

## Předchůdci

### Friedrich Ratzel

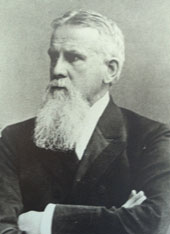
Friedrich Ratzel

Za hlavního předchůdce německé geopolitické školy je považován německý geograf Friedrich Ratzel (1844-1904). Z jeho prací byla zvláště významná Politická geografie („Politische Geographie“) publikovaná v roce 1897, která ovlivnila kromě geografie i politiku a mezinárodní záležitosti.
Ratzel zde v souladu s koncepcí sociálního darwinismu vysvětluje, že státy by měly být chápány jako živé organismy, přičemž některé jsou silnější, jiné slabší, a neustále spolu bojují o přežití a životní prostor. Čím více obyvatel stát má, tím rozlehlejší by měl být. Například Rusko podle něj má prostoru příliš, kdežto Německo nedostatek. Politickogeografického posílení státu je podle něj možné dosáhnout ve dvou krocích – vytvoření národního teritoria „Lebensgebiete“ a stanovení a organizace potřebného prostoru „Lebensraum“. Jedním z cílů státu by měla být snaha zajistit takový prostor, aby byla země v bezpečí před sousedy. Za velmoci potom Ratzel označuje státy, jejichž rozloha je alespoň 5 mil. km².
Hranice státu vnímá jako kompromis mezi státem a jeho sousedy. 
Kromě sociálního darwinismu se Ratzel opírá i o geografický determinismus. Tvrdil například, že ekonomická síla státu je závislá na tom, zda se nachází na geograficky vhodném místě. Za velkou výhodu považoval přístup k moři.
Jeho dalším významným dílem je Anthropogeographie.

### Rudolf Kjellén

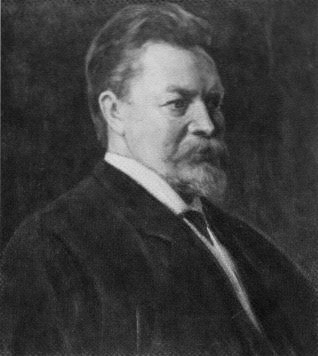
Rudolf Kjellén

Na Friedricha Ratzela navázal švédský politolog Rudolf Kjellén (1864-1922), který jako první použil termín „geopolitika“.
Stát je podle něj třeba chápat jako politický organismus, který neustále bojuje o přežití a prostor a stejně jako jiné organismy vzniká, roste, vyvíjí se a případně i upadá. Konflikty mezi státy považuje za nevyhnutelné, protože stát by se měl přirozeně snažit bojovat o moc s ostatními státy a války jsou proto normálními procesy, které pomáhají k dosažení určitého pokroku.
Kjellén věnoval velkou pozornost oblasti střední Evropy, která byla ohrožena ruskou invazí. Řešením by podle něj bylo spojit Německo, Rakousko-Uhersko a Osmanskou říši do obrovského jednotného celku Německé říše.
Neztotožňoval se s myšlenkami liberalismu a legitimity vlády na základě společenské smlouvy. Prosazoval autoritářský, paternalistický stát s důrazem na národ. Stát by podle něj měl být organizován na základě principů jednoty a vzájemné závislosti 5 základních prvků:
1. Země (Reich) – poloha země, její uspořádání a tvar, teritorium
2. Národ (Nation) – demografické složení, etnické uvědomění, národní duch
3. Společnost (Gesellschaft)
4. Ekonomika země (Ökopolitik) – ekonomická soběstačnost, mezinárodní ekonomické vztahy
5. Vláda (Staatsregiment) – byrokracie a armáda koordinující obyvatelstvo

Kjellén zároveň prosazoval pangermánskou myšlenku – střední Evropa se měla stát výhradně německým prostorem.

### Halford J. Mackinder

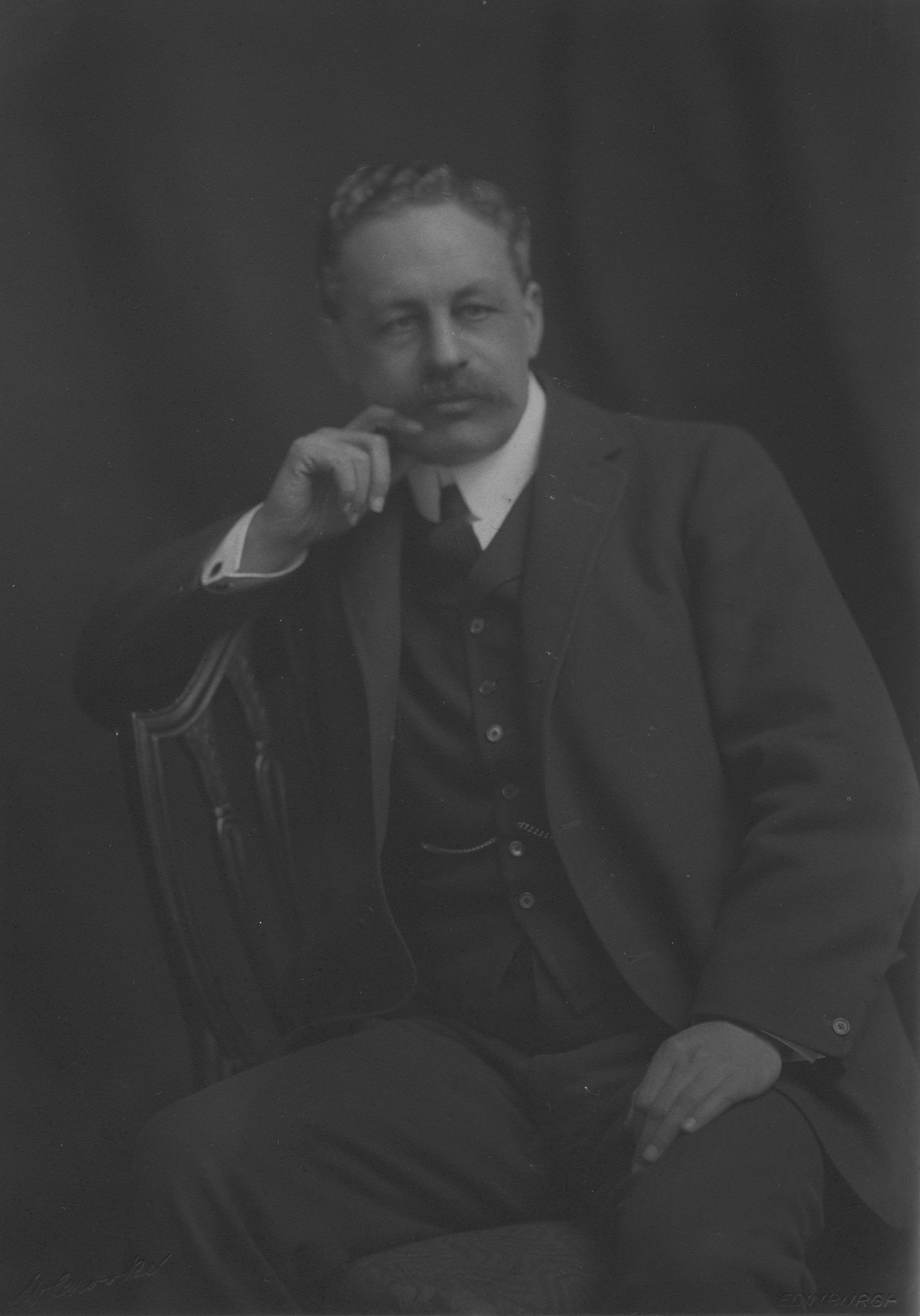
Halford Mackinder

Halford Mackinder, britský geograf, jeden ze zakladatelů geopolitiky a geostrategie, dělí historii do tří epoch:
1. Předkolumbovská (do roku 1450), ve které byl nejefektivnějším dopravním prostředkem kůň a koněm tažené vozy. Geopolitické těžiště světa vidí ve stepi.
2. Kolumbovská (cca 1450-1850), v průběhu které došlo k významným technologickým pokrokům jako rozvoj navigace a lepších lodí. Dominantní se stává námořní síla a geopolitické těžiště se přesouvá do západní Evropy.
3. Postkolumbovská (zhruba od 1850), díky rozvoji železnice, která je efektivnější než jakákoli loď, je možné osídlit a využít zdroje i z vnitrozemských oblastí. Geopolitické těžiště se v této době mělo posouvat do Německa a Ruska.

Relativní efektivita pozemní a námořní moci bude dle Mackindera určovat dominantní mocnosti světa. Bude-li rychlejší a efektivnější přesouvat se po moři než po souši, pak budou dominovat námořní mocnosti a války budou rozhodnuty na mořích.
Mackinder dále rozděluje svět na:

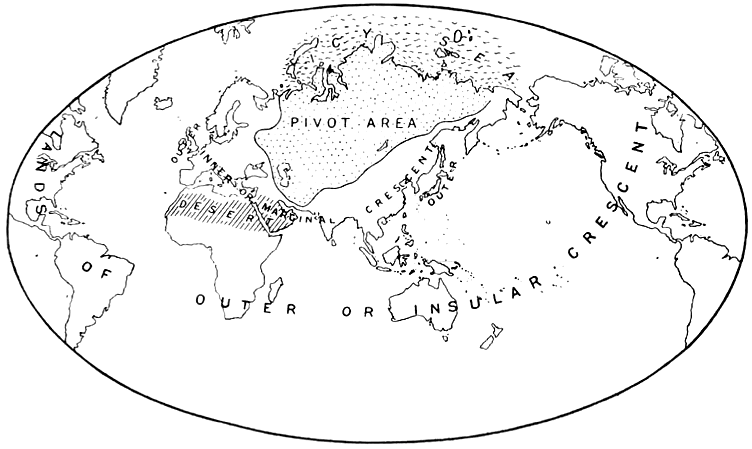
Mackinderovo dělení světa

1. Pivot area (Heartland) – Vnitřní část světového ostrova, nezasažitelná žádnou námořní mocí. Pokud by byla v dané oblasti rozvinuta infrastruktura a spustil se populační růst, výrazně by se zvýšila moc dominantního státu v dané oblasti, který pak může mít reálnou šanci ovládnout svět. Mackinder se obával moci Ruska a navrhoval jeho rozdrobení na co nejmenší části.
2. Vnitřní půlměsíc (Rimmland) – Přímořské oblasti obklopující Heartland a Evropa. Ovládnutí těchto oblastí námořními mocnostmi efektivně zastaví mocnosti Heartlandu v expanzi a naopak, chce-li mocnost Heartlandu ovládnout svět, musí nejprve ovládnout Rimmland.
3. Vnější půlměsíc (Ostrovy) – Dominované námořními mocnostmi.

Přestože Halford Mackinder nebyl přímým předchůdcem německé geopolitické doktríny, Karl Haushofer jej ve svých pracích často citoval a pojem Heartland přejal jako velmi důležitý pro německou geopolitiku.

## Německá geopolitická škola

### Karl Haushofer

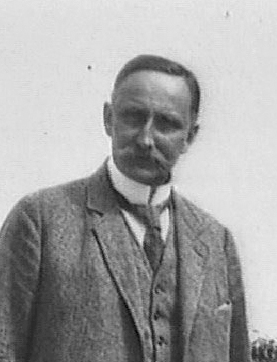
Karl Haushofer

Karl Haushofer, bývalý generál, profesor geografie a vojenské historie na Mnichovské univerzitě, byl lídrem německých geopolitiků a zakladatelem Mnichovské školy politické geografie. V roce 1924 začal vydávat měsíčník Zeitschrift für Geopolitik jako platformu pro studium geopolitických myšlenek.
Haushofer geopolitiku vnímal jako vědu, ve které se prolíná geografie s historií. Přestože geopolitika přímo vychází z geografie, liší se od ní v přístupu. Geografie je primárně deskriptivní a zabývá se historickým a faktickým popisem okolností ve státech, které pozoruje ve stavu klidu, zatímco německá geopolitika vnímá státy jako organické, dynamicky se měnící entity. Má normativní aspekt a umožňuje vytváření vědeckých predikcí na základně důkladné znalosti regionu a všech kulturních a historických hledisek.
Geopolitika je dále definovaná jako vědecký návod a nástroj pro uskutečňování politických akcí. Snaží se překlenout propast mezi teorií a praxí poskytnutím návodů pro plnění konkrétních politických cílů. Uvědomuje si, že při rozhodování nikdy není možné znát všechna fakta, ovšem jasně implikuje, že pro co nejlepší predikci je třeba znát absolutní maximum možných informací. Dle Haushofera vyhrává ten nejlépe informovaný, a proto byly v Mnichově uchovány informace o všech státech na planetě a jejich regionech.
Nosnou myšlenkou geopolitiky je všudypřítomný konflikt, nevyhnutelný boj států o jejich politické a prostorové přežití. Stát považuje za živoucí organismus. Je-li silný, má tendenci se rozšiřovat na úkor slabších sousedů a zpochybňovat tak vzájemné hranice. Hranice, ať už etnické, geografické, strategické, přirozené, nebo uměle vytvořené nebyly německými geopolitiky považovány za trvalé a všechny měly mít určité nedostatky. Neměly být symbolizovány jako abstraktní linie, nýbrž jako kůže organismu. Pouze stagnující státy měly hledat stabilní hranice a pouze ty v úpadku se bránily opevněními. Mladé a perspektivní národy měly místo pevností stavět cesty. Maginotova linie byla pro německé geopolitiky jasným znakem totálního vyčerpání Francie. Geopolitika měla tudíž sloužit také jako geografické svědomí státu a hlídat jeho perspektivu a úpadek.
Byl rozvinut koncept „Raum“ – prostor – ten přitom nelze překládat pouze jako klasický trojdimenzionální prostor, ale je třeba do něj zahrnout i historický aspekt. Nezahrnoval tedy pouze geografické informace o přístupu k moři nebo klimatu, ale také etnické, psychologické, rasové, ekonomické, strategické a historické informace. Na Raum přímo navazuje koncept „Lebensraum“ – životní prostor – vše, co národ potřebuje pro život, pro fyzický, politický, ekonomický a kulturní rozvoj včetně prestiže a historických a geografických nároků. Přelidněné Německo mělo prostoru nedostatek, což vyžadovalo agresivní expanzi. Mírové řešení (jako například emigrace) bylo bráno jako neuspokojivé a válka byla přijímána jako pokračování diplomacie pomocí jiných prostředků. V roce 1934 Haushofer napsal: „Velký národ se musí vymanit z extrémně úzkého, přelidněného prostoru bez čerstvého vzduchu, zúženého a znetvořeného v průběhu posledního tisíce let… Tedy pokud není celá Země otevřena volné imigraci nejlepších a nejschopnějších lidí, nebo pokud neobydlené oblasti nebudou přerozděleny podle předchozích úspěchů a schopností budovat.“ Geopolitika se tak pro Německo stala nástrojem pro „spravedlivější“ přerozdělení světa na základě ekonomických a kulturních úspěchů místo na základě politických dohod. 

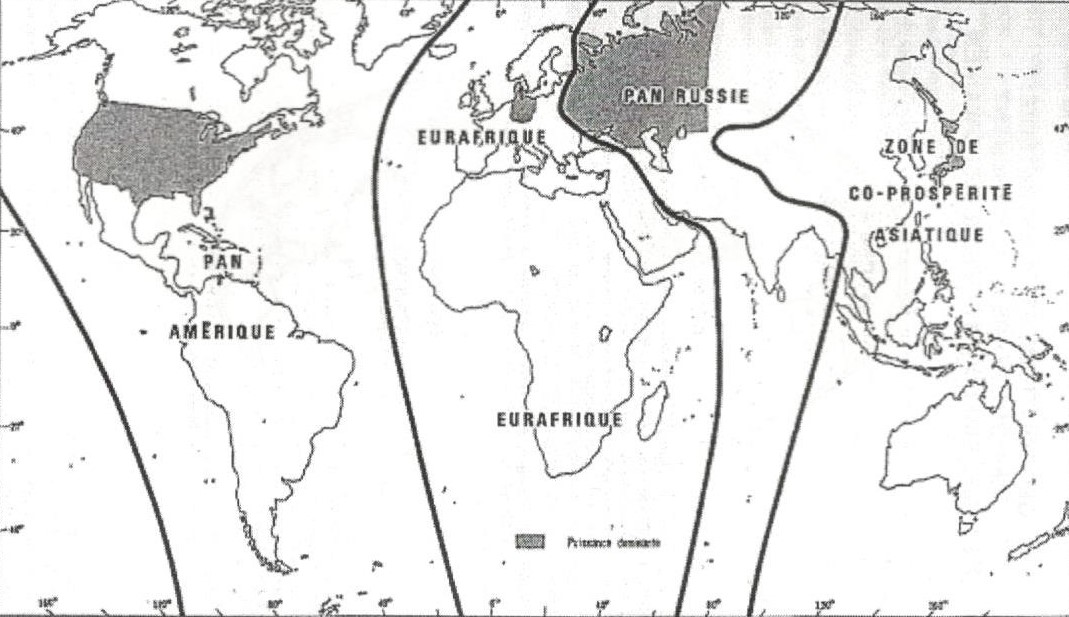
Haushoferovy „panregiony“

Haushofer vytvořil pojem „Pan-regiony“ jakožto geografické oblasti rozšířeného politického a kulturního vlivu dominantního státu v každém z pan-regionů. Svět rozdělil na čtyři sféry vlivu: Pan-Amerika kontrolovaná USA, Pan-Evropa společně s Afrikou pod kontrolou Německa, Pan-Rusko pro střední Asii a Pan-Japonsko pro východní Asii. Sever pan-regionu měl být industriálním a kulturním centrem, zatímco na jihu převládalo zemědělství a těžba surovin.
Němečtí geopolitikové se často zabývali otázkou německé soběstačnosti a omezení závislosti na dovozu, ve snaze zabránit při případném konfliktu vyhladovění jako v případě první světové války. Haushofer prosazoval zabrání co nejširšího prostoru směrem na východ a jihovýchod a ovládnutí svého pan-regionu. Tím by bylo dosaženo získání dostatečného množství lidských i surovinových zdrojů k zajištění nedobytnosti angloamerickou námořní silou. Německo se také mělo vyvarovat příliš brzké invaze směrem k západním mořím, aby neprovokovalo USA.
Haushofer obhajoval politickou separaci Ruska od Evropy, ovšem podporoval ekonomickou a vojenskou spolupráci. Dle jeho názoru Německo s Ruskem v první světové válce bojovalo jen díky proradnosti Velké Británie. V podobném duchu smýšlelo i německé vojenské vedení. Potvrzení této myšlenky přišlo v podobě paktu Ribbentrop–Molotov v roce 1939, který byl brán jako vítězství geopolitiky.
Geopolitikové, ve snaze dodat co největší množství informací, ve svých pracích využívali značného množství dodatků a map, ukazujících nejen geografické uspořádání, ale například i územní rozmach států zkoumaných regionů. Haushofer mapy považoval za sugestivní, ovlivněné autorem a jeho zkušenostmi.Adekvátní úsudek o nich měl být vytvořen na základě geografických dat interpretovaných pomocí etnologie a psychologie. Přestože kritizoval silně ideologicky upravené nacistické mapy, uznával jejich vliv na lidské masy a sám vytvářel velké množství map zjednodušených tak, aby jim porozuměla široká veřejnost. Haushofer také kritizuje běžné pojetí map té doby s Atlantikem situovaným doprostřed za jejich stagnaci a neschopnost přizpůsobit se tempu geopolitických změn. Například pro USA se stával důležitějším Pacifik atd.
Haushoferovou geografickou specializací byl Dálný východ a speciálně Japonsko, o kterém napsal několik prací. Roku 1924 velmi přesně predikoval v práci Japan und die Japaner vývoj regionu až do druhé světové války včetně sporů s USA, se kterými se Japonsko v Pacifiku utká o světovou nadvládu.

### Otto Maul
Otto Maul byl profesor geografie na univerzitě ve Frankfurtu a univerzitě v Grazu v Rakousku. Svou práci založil na Ratzelově politické geografii a jeho dvou základních principech – prostoru a pozici. Zdůrazňoval teorii státu jako živoucího organismu a projevoval silné sklony k environmentálnímu determinismu. Při rozvíjení Ratzelových myšlenek rozlišoval mezi státy rozkládajícími se v rovinách nebo v kopcích či horách a klasifikoval státy jako vnitrozemské a přímořské, které mohou ovládat pobřeží, otevřená moře, vnitrozemská moře a oceány. Ve své polemice o politickém a ekonomickém imperialismu tvrdil, že hospodářský průnik na vybrané trhy může být perfektní náhradou za vojenskou dominanci v oblasti.
Rozlišoval mezi statickými geografickými mapami a syntetickými mapami, které se snaží popsat stát jako celek, jako žijící a expandující jednotku, která má buď homogenní, nebo polygenní strukturu. To samo o sobě přibližuje sociologickou část geopolitiky, která zdůrazňuje celistvost regionu, která by jinak zůstala skryta.

### Erich Obst
Erich Obst byl profesorem geografie v Hannoveru. Ve svých pracích před druhou světovou válkou se zaměřoval primárně na Afriku. Napsal knihu o upadající moci Britského Impéria, jehož nároky zpochybňuje v Africe Francie a v Asii USA s Japonskem.
Podporoval německo-ruské vztahy. Roku 1925 napsal: „Žádný národ není blíž Rusům než Němci. Pouze Němci porozumí ruské duši. Německo a Rusko byli přátelé po staletí. Jejich ekonomické struktury se doplňují a musí držet spolu.“
V roce 1935 prohlásil, že němečtí geografové viděli nouzi národa a státu a cítili povinnost vložit svou vědu do služeb státu a národní politiky.

### Vztah k nacistické ideologii
Roku 1931 skupina geografů vykročila vstříc národnímu socialismu založením skupiny Arbeitsgemeinschaft für Geopolitik. Do geopolitiky zakomponovala rasovou teorii raženou NSDAP. Haushofer byl už jen z rodinných důvodů proti (jeho manželka byla poloviční židovka). Od roku 1933 byla geopolitika pod drobnohledem vládnoucí strany, podléhala několikanásobné cenzuře a ztrácela část vědeckého přístupu ve prospěch ideologického. Roku 1936 K. Vowinckel, vydavatel Arbeitsgemeinschaft für Geopolitik prohlásil, že geopolitika byla úzce navázána na národní socialismus od jejího samotného počátku. Zároveň byl schopný vyhrožovat svým protivníkům mezi geografy: „Bylo nezbytné a do budoucna pro nás bude nezbytné ještě důraznějším způsobem oponovat jakýmkoli tendencím interpretujícím geopolitiku neslučitelně se základními myšlenkami národního socialismu.“ Tím se z geopolitiky definitivně vytratila vědeckost a skupina kolem Arbeitsgemeinschaft nahradila Haushofera ve vedení geopolitiky. 
Příkladem úpadku vědeckého přístupu v geopolitice může být článek Raum ist nicht gleich Raum!, vydaným v červenci 1941 v časopise Zeitschrift für Geopolitik v souvislosti s invazí Německa do Ruska. Článek popisuje změny ve způsobu dopravy od dob Napoleona, ke kterému byl Hitler díky svým krokům přirovnáván, a který reagoval na názory geopolitiků, že by Hitler mohl v Rusku prohrát, stejně jako se to stalo Napoleonovi. Dle článku se náročnost překonávání prostoru od dob Napoleona zmenšila pro pěší jednotky na polovinu, pro motorizované na třetinu a pro zásobovací na desetinu. Pokud Německo dobude Ural, měl by to být pro jeho jednotky ekvivalent Napoleonova tažení k Rýnu.
Je třeba tedy rozlišovat mezi německou geopolitikou v období do roku 1931 a od roku 1931. Ve druhém období jsou stále k nalezení relevantní a kvalitní práce, ovšem je třeba k nim přistupovat s nadhledem a ignorovat nezbytnou ideologickou část.
Na počátku druhé světové války na západě díky probíhajícím událostem (1935 geografie do škol, uzavření paktu Ribbentrop–Molotov, obsazení Sudet, vytvoření osy Berlín-Řím-Tokio) převládalo přesvědčení, že se Haushofer těšil vysoké přízni, nicméně jeho vliv byl v té době již v hlubokém úpadku. Po úprku Rudolfa Hesse do Velké Británie byl pod neustálým dohledem Gestapa a s nepříznivým vývojem války byl v roce 1944 umístěn do koncentračního tábora Dachau.

### Podřízené vědy
Ultimátním cílem geopolitiky bylo zahrnout pod sebe všechny společenské vědy s politickým aspektem. Vznikaly tak nové vědy navázané na geopolitiku - Geopsychologie, Geomedicína a Geoprávní věda.

#### Geopsychologie
Geopsychologie se snaží dokázat, že lidský historický vývoj je jen kombinací milionů individuálních dobrodružství za účelem získáním většího prostoru. Pracuje s pojmy podmanění prostoru, expanze do prostoru, nárok na větší prostor, likvidace a rozdělení prostoru. Osobní pocity a názory jednotlivců nutí muže obsazovat, opouštět, měnit, respektovat, vyhýbat se, zlepšovat nebo zanedbávat určité geografické oblasti. Všechny prostorové problémy současnosti mají být způsobeny trvalou asociací lidí a země. Teorie je velmi podobná národně socialistické ideologii „Blut und Boden.“

#### Geomedicína
Geomedicína se zabývá studiem fyzických a psychických nemocí. Zkoumá oblasti jejich výskytu, původ, příčiny a rozvoj v daných oblastech. Zdůrazňuje vliv přírodního prostředí a klimatu na výskyt lidských nemocí. Odnoží geomedicíny je geoepidemiologie, která byla aplikována v průběhu Druhé světové války pro prevenci vzniku epidemií na územích dobytých Německem.

#### Geoprávní věda
Geoprávní věda je národně socialistickou teorií mezinárodního práva, založenou na existenci pan-regionů, jejich prostorové čistoty a nevměšování se. Hegemoni pan-regionů měli mít právo vytvořit zákony pro celou oblast své kontroly na základě vlastního právního systému. Za příklad nevměšování se do záležitostí jiných pan-regionů byla dávána Monroeova doktrína. Prostorově čisté právo odmítalo myšlenku univerzálního mezinárodního práva, které vytváří dojem, že všechny státy jsou si rovny, což považuje jen za nástroj západoevropského imperialismu. Geoprávní věda nepopisuje striktně obsah mezinárodního práva (které bude v pan-Japonsku kvůli kulturním odlišnostem jiné než v pan-Americe), pouze stanovuje jeho základní strukturu.

## Kritika německé geopolitiky
První souvislejší kritika geopolitiky přišla od marxistů. Nevztahovala se přímo na Haushoferovo pojetí geopolitiky, ale na pokusy G. E. Graffa (1924) a J. F. Horrabina (1926) pojmout geopolitiku jako „geografický materialismus,“ spojit ji s „historickým materialismem“ Karla Marxe, a použít to jako základ pro vylepšenou marxistickou doktrínu. Vzhledem k cíli však kritika neměla dlouhodobý efekt.
Další kritika se objevovala od Karla Wittfogela. Ten mapoval geopolitické teorie až k Montesquieovi. Kritizoval materialistické, ekonomické a sociologické teorie a ke geografii přistupoval z marxistického pojetí. Požadoval, aby geografové ke vztahu mezi člověkem a přírodou přidali pojetí sociální organizace práce a pracovnímu procesu, čemuž geografové veskrze vyhověli. Jakožto člen komunistické strany byl po roce 1933 uvězněn v koncentračním táboře a nemohl svou kritiku dále rozvíjet.
Nejsilnější kritika poté přišla z řad francouzské geopolitické školy z rukou Alberta Demangeona a Jacques Ancela. Francouzi Němcům vyčítali nedostatek vědeckých metod, ne vždy na faktech založené politické trendy a usilování o co nejskvělejší efekt skrz nově vzniknuvší slogany. Němečtí geopolitici přijali konkrétní výtky, ovšem odmítli ji brát jako útok na celou geopolitiku. Dílem proto, že Demangeona i Ancela velké množství autorů opomíjelo, dílem však i kvůli tomu, že francouzský přístup byl značně odlišný. Blížil se více politické geografii a byl mnohem méně deterministický. S rostoucím významem společnosti pro ně význam geografie klesal a navíc se příliš nezajímali o velmocenskou politiku.

## Poválečná německá geopolitika
Po válce Karl Haushofer napsal krátkou obranu geopolitiky Defense of German Geopolitics, po jejímž sepsání spáchal sebevraždu. Vysvětluje v ní, že geopolitika byla nacisty dezinterpretována a zneužita. Od roku 1933 byli všichni geopolitikové pod výrazným tlakem. Jejich práce procházely několikanásobnou cenzurou a míra vědeckého přístupu v pracích se snížila na 60-70% zatímco zbytek byl doplněn ideologií. Haushofer byl vyslýchán v rámci Norimberského procesu ohledně jeho přátelství s Rudolfem Hessem a možného vlivu na Adolfa Hitlera a nacistické vedení. Zároveň byl posuzován, zda by měl být souzen za válečné zločiny, z čehož byl osvobozen. Ve výpovědi uvádí, že nikdy nepodněcoval k dobývání neněmeckých území a byl přesvědčen, že územní zisky Mnichovské dohody zajistí Němcům dostatek Lebensraum na dalších 100 let.

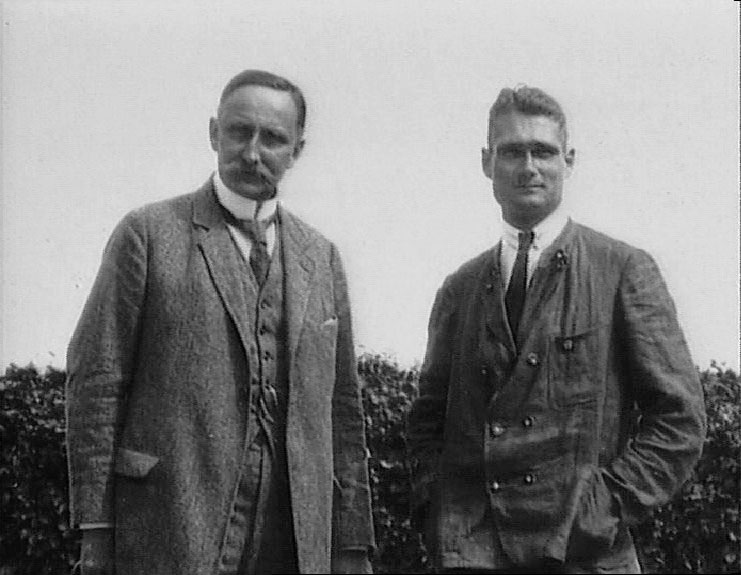
Karl Haushofer a Rudolf Hess

V roce 1951 byl obnoven časopis Zeitschrift für Geopolitik, s jasně patrnou snahou eliminovat negativně vnímané aspekty předválečné německé geopolitiky. Byl opuštěn koncept expanze do prostoru a živé hranice, a místo nich byla projevena podpora menším státům s odmítnutím imperialismu jakožto zastaralého konceptu.
Většina autorů vnímala Německo v nebezpečné pozici mezi východem a západem. Obviňovali USA z krátkozrakosti při vojenské porážce Japonska a Německa, která uvolnila prostor pro rozmach SSSR, a také ze zištného přístupu k zemím třetího světa. Přesto si uvědomovali, že v dané situaci není jiné alternativy, než se přiklonit k západu.
Z dlouhodobého hlediska byla prosazována myšlenka silného Německa, nezávislého ani na jedné ze stran, které by tvořilo jádro Evropské federace s vlastní armádou. Takováto silná a spojená Evropa měla být neutrální třetí silou vůči USA a SSSR, která by sama o sobě byla odstrašující proti případné válce, ve které by se přiklonila na stranu napadeného. Za nezbytnou podmínku tohoto postupu byl považován návrat Německa mezi velmoci.
Z hlediska vlivu, množství výtisků, citací, odkazů a věhlasu přispěvatelů se však nový Zeitschrift nemohl rovnat svému předválečnému předchůdci.